# Бульвар Ла Шапель
Бульвар Ла Шапель (фр. Boulevard de la Chapelle) — улица в Париже (Франция), по которой проходит граница между 10 и 18 округами.
Расположен между бульваром Маргерит-де-Рошешуар (фр.) на западе и бульваром ла Виллет (фр.) на востоке.

## Расположение
Бульвар Ла Шапель служит границей между 10 и 18 округами Парижа. Он состоит из двух путей по обе стороны от разделительной полосы, по которой проходит Линия 2 Парижского метрополитена.
Бульвар проходит над путями Северного и Восточного вокзалов. Участок, пересекающий пути Северного вокзала, носит название «Мост Сен-Анж» в честь владельца и торговца недвижимостью в начале XIX века; с 2019 года он служит открытой выставочной площадкой.
Здесь находится станция метро «Ла-Шапель».

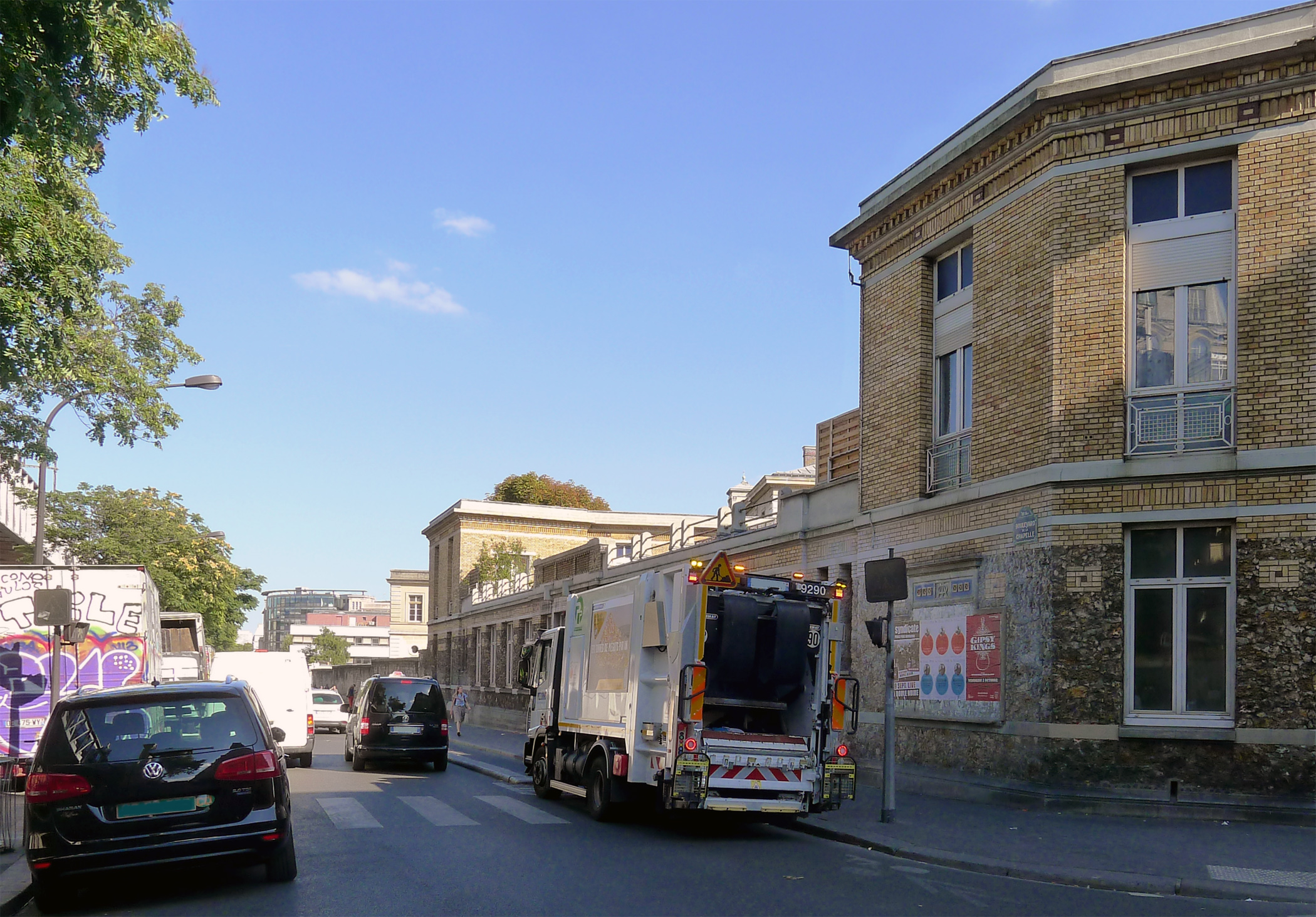
Вид в сторону 10 округа
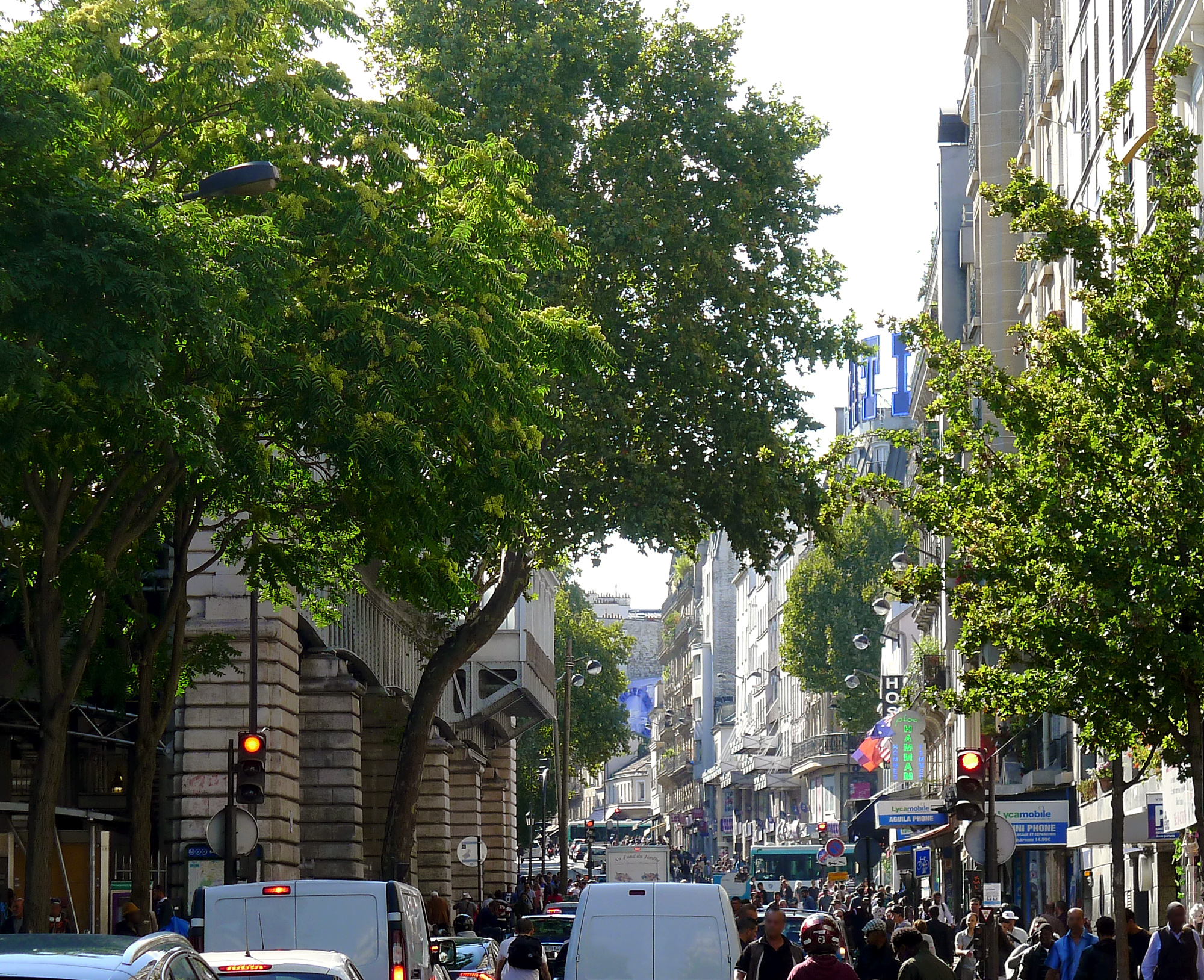
Вид в сторону 18 округа

## Название
Бульвар проходит с востока на запад вдоль южной границы бывшей коммуны Ла-Шапель (фр.), от которой он и получил своё название.

## История
Современный бульвар образовался по обе стороны от Стены генеральных откупщиков, во время её постройки в 1780-х годах, поэтому он имеет две стороны — сторону, ранее располагавшуюся в Париже, и сторону, ранее располагавшуюся за стеной, в Ла-Шапель.
Бульвар делится на несколько частей. За пределами старой Стены генеральных откупщиков (сторона Ла Шапель):
- бульвар Вертюс, для части, расположенной между нынешней улицей д’Обервилье (фр.) и улицей Маркса Дормуа (фр., ранее улица Ла Шапель);
- бульвар Ла Шапель, на участке, расположенном между нынешней улицей Маркс-Дормуа и бульваром Барбес (фр.), ранее участок Дороги торговцев рыбой; этот бульвар появился в результате соединения в 1851 году бульвара Сен-Анж, располагавшегося между заставой Сен-Дени (фр., на нынешней площади ла Шапель) и улицей ла Шарбоньер (фр.), и бульваром де Пуассонье, располагавшимся между улицей де ла Шарбоньер и заставой Пуассоньер (на пересечении бульваров Маджента и Барбес)[3].

Внутри старой Стены генеральных откупщиков (Парижская сторона):
- окружная дорога Вертюс для участка, расположенного между современными улицей Шато-Ландон (фр.) и улицей Фобур-Сен-Дени (фр.);
- окружная дорога Сен-Дени, на участке, расположенном между нынешней улицей Фобур-Сен-Дени и улицей Фобур-Пуассоньер (фр.);
- площадь Барьер-Пуассоньер, которая располагалась на выходе из нынешней улицы Фобур-Пуассоньер.

Далее бульвар прошёл вдоль северной части квартала Сен-Шарль, которая была частью квартала Сен-Лазар (фр.). В 1846 году началось строительство госпиталя Ларибуазьер под руководством архитектора Мартена-Пьера Готье на заброшенном пустыре в бывшем квартале Сен-Лазар, к югу от бульвара.
По закону от 16 июня 1859 года коммуна Ла-Шапель присоединена к Парижу. Пришедшая в негодность Стена генеральных откупщиков была снесена. В 1863 году бульвары Вертюс и де ла Шапель официально включены в систему парижских дорог. В 1864 году бульвар Вертюс, бульвар Ла Шапель, окружная дорога Вертюс, окружная дорога Сен-Дени и площадь Барьер-Пуассоньер были объединены в нынешний бульвар Ла Шапель.
В начале 1900-х годов через бульвар построен виадук Линии 2 парижского метрополитена и на бульваре построена станция «Boulevard Barbes» (ныне — «Барбес — Рошешуар»). Участок линии метрополитена открыт 31 января 1903 года.

## Памятники и достопримечательности

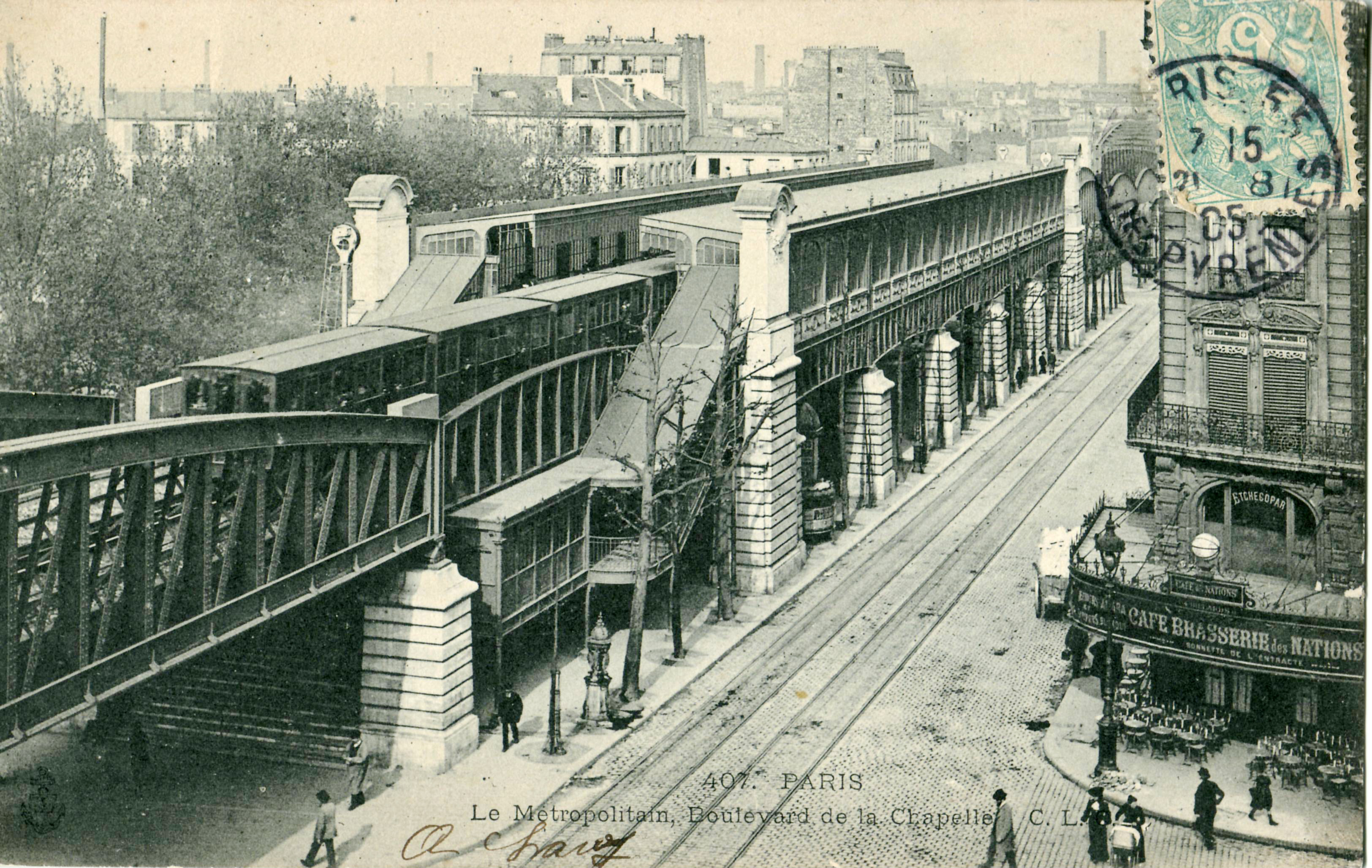
Бульвар, станция метрополитена и трамвайные пути, около 1905 года

- дом № 32: бывший Институт сварки (фр.), здание в стиле ар-деко.
- дом № 37бис: театр Буфф-дю-Нор (фр.).
- дом № 56: здесь жил Бернар Городески, член банды Бонно (фр.)
- дом № 76: в здании по этому адресу, под углом к улице Флёри (фр.), в начале XX века располагался публичный дом[7], запечатлённый на фотографиях Эжена Атже. Впоследствии его снесли и сегодня на его месте находится культурный центр FGO-Barbara (фр.), официальный адрес: улица Флёри, дом 1.
- дом № 106: по этому адресу действовал известный публичный дом (пятнадцать зарегистрированных женщин), а после принятия закона Марты Ришар (фр.) здание заняла Армия спасения. Одноэтажное здание позднее было снесено и заменено большим современным зданием.
- Госпиталь Ларибуазьер
- дом № 170: на перекрёстке с бульваром Маджента (фр.) находится кинотеатр «Le Louxor» (фр.).

## В литературе
Симона де Бовуар, рассказывая о своей юности в «Воспоминаниях благовоспитанной девицы» (1958), пишет: «Мне нравилось иногда вечером, после обеда, спуститься одной в метро и выйти на другом конце города, возле Бютт-Шомон, где пахло сыростью и зеленью. Нередко я возвращалась домой пешком. На бульваре Ла-Шапель под стальным каркасом надземного метро женщины поджидали клиентов; мужчины выходили, пошатываясь, из светящихся бистро; фасады кинотеатров зазывно пестрели афишами. Мир вокруг меня был огромным пространством, где все мешалось, перепутывалось. Я шла широкими шагами, и меня обдавало его плотным дыханием. Я думала о том, что жить все же довольно интересно».